# 이구아노돈과
이구아노돈과(Iguanodontidae)는 조각하목 하위에 속하는 과로, 백악기 전기에 서식하였다.